# Mudbox
Mudbox es un software de escultura 3d, texturizado y pintura digital, actualmente desarrollado por Autodesk. Mudbox fue creado por Skymatter, fundado por artistas de Weta Digital, y fue usado por primera vez en la película King Kong (película de 2005). La última versión hasta ahora es Mudbox 2023

## Características
- La Interfaz de usuario de Mudbox se encuentra es un ambiente 3D que permite la creación de cámaras móviles y personalizables, edición de mallas poligonales y subdivisión de objetos.

- Mudbox puede importar y exportar archivos .obj, .fbx, .bio, así como su propio formato, .mud.

- Permite el uso de capas 3D para una visualización rápida del diseño, escultura no destructiva y soporte  para un elevado número de polígonos.

## Plataformas
- Actualmente, Mudbox opera en Windows XP (32 y 64 bits), Windows Vista (32 y 64 bits), Windows 7 Professional (32 y 64 bits), Linux 64-bits y Mac OS X.

## Adquisición por parte de Autodesk
El 6 de agosto de 2007, Autodesk, Inc. (NASDAQ: ADSK) anunció la firma de un acuerdo definitivo para adquirir todo los bienes de Skymatter, Inc., la empresa que desarrolló el software de modelaje 3D, Mudbox.

## Lanzamientos
- Octubre 2007, Autodesk lanza la versión 1.07 de Mudbox.
- Octubre 2008, Autodesk lanza Mudbox 2009 (v2).
- Agosto 2009, Autodesk lanza Mudbox 2010 (v3).
- Marzo 2010, Autodesk lanza Mudbox 2011 (v4).
- Septiembre 2010, Autodesk lanza Mudbox 2011 SAP (v4.5).
- Abril 2011, Autodesk lanza Mudbox 2012 (v5).